# Alboácem Ali de Granada
Alboácem Ali ibne Sade (em árabe: أبو الحسن علي بن سعد; romaniz.: Abū al-Ḥasan ʿAlî ben Saʿd), conhecido como Mulei Haçane, Mulei Alboácem, Mulei Hacém ou Mulhacém pelos castelhanos, que o alcunharam de el Viejo ("o Velho"; m. 1485) foi o 21º rei nacérida de Granada. Depôs o seu pai Saade Almostaim (Abu Nácer Saade, Ciriza para os castelhanos) em agosto de 1464 e foi deposto pelo seu filho Maomé XII Azuguebi (Boabdil), cognominado el Chico ("o Jovem"), em 1482. Recuperou o poder em 1483, quando o seu filho foi preso pelos reis de Castela. Após a sua morte em 1485, é sucedido por Maomé XIII Azagal (El Zagal; "o Valente") que em 1487 é substituído por Boabdil quando este é libertado.

## Antes de subir ao trono
Uma das primeiras referências históricas a Alboácem Ali data de julho de 1454, quando chega à corte do rei Henrique IV de Castela acompanhado por mais 350 granadinos para se entregar como refém em troca do apoio castelhano para a conquista do trono de Granada pelo seu pai, Saade Almostaim. Este tinha sido proclamado rei em Archidona poucos dias antes pelos Abencerragens,[a] que depois de terem anuído em não se oporem à proclamação de Maomé XI como sucessor de Maomé IX em 1453, no ano seguinte procuraram outro candidato ao trono. O pedido de apoio do rei castelhano para a causa de Sa`d foi feito pelos Abencerragens.
A 11 de abril de 1462, Alboácem Ali, derrota Luis Pernia, governador de Osuna, e Rodrigo Ponce de León, filho do conde de Arcos, numa batalha travada em El Madroño. No entanto, no verão seguinte os nacéridas sofrem duas importantes derrotas infligidas pelos castelhanos, que provocam o descontentamento contra o reinado de Sa`d. A 28 de julho de 1462, Pedro Girón, grão-mestre da Ordem de Calatrava, conquista Archidona, e a 16 de agosto, o duque de Medina Sidonia, Juan Pérez de Guzmán e o conde de Arcos tomam Gibraltar graças à ajuda dum muçulmano convertido ao cristianismo.
Após tentar culpar os Abencerragens pelos desaires militares, dizendo que eram eles quem na realidade detinha o poder no seu reino, e chegando a mandar prender vários elementos daquela família e a executar os seus líderes, Saade Almostaim acaba por fugir para Almeria em outubro de 1462, após os Abencerragens fomentarem uma rebelião contra ele a partir de Málaga, onde se tinham refugiado. Os legitimistas tentam repor no trono Maomé XI, que desde que tinha sido deposto por Sa`d em 1455 estava refugiado nas Alpujarras. Maomé XI vai para Granada, onde cai numa armadilha montada por Alboácem e acaba degolado na Alhambra juntamente com os seus filhos. Pouco depois, o trono seria assumido por Iúçufe V, que já tinha sido rei em 1445-1446.
No verão de 1463, Alboácem Ali entra em Granada, fazendo com que Iúçufe V fuja para Íllora com os Abencerragens. Alboácem devolve então o trono ao seu pai. Saad faz casar Abu com a viúva de Maomé XI, Fátima, mais conhecida como Aixa (Aïcha al-Horra, Aicha, a Honesta), esperando com isso conseguir a reconciliação entre as fações rivais granadinas.

## Primeiro reinado (1464-1482)
Em agosto de 1464, Alboácem Ali destrona o pai com o apoio dos Abencerragens, a quem se aliou entretanto.
Os historiadores muçulmanos e as crónicas castelhanas relatam os hábitos dissolutos de Alboácem Ali, que se diverte na companhia de cantores e dançarinos. Aixa e Alboácem Ali tiveram dois filhos: Maomé, o futuro Maomé XII (Boabdil) e Iúçufe. Alboácem apaixona-se perdidamente por uma escrava cristão, Isabelle de Solis. Esta converte-se ao islão e toma o nome de Soraia (ou Zoraya), e o emir repudia a sua primeira esposa.
No plano militar, Alboácem lança campanhas contra Castela e chega a obter algumas vitórias. Em 1469, Isabel de Castela casa com Fernando de Aragão apesar da oposição do seu irmão, o rei Henrique IV de Castela. Este casamento põe fim às manobras de Granada, que se servia da rivalidade entre os Aragão e Castela, e a união a que deu origem iria conduzir à desaparição do emirado em 1492.
Após a morte de Henrique IV, Isabel é proclamada ranha de Castela em Segóvia. Em 1481, o  marquês de Cádis, Rodrigo Ponce de León organiza uma expedição contra Ronda a partir de Arcos de la Frontera. A torre dita do mercado de Ronda é destruída e os seus habitantes ripostam assaltando o castelo de Zahara de la Sierra, que desde o início do século XV era uma possessão de Fernando. A 27 de dezembro de 1481, os destacamentos nacéridas tomam o castelo de surpresa, matam numerosos cristãos e levam 150 prisioneiros para Ronda. Zahara foi defendida por 50 cavaleiros e 200 arqueiros e o aprovisionamento da fortaleza foi cuidadosamente assegurado.

### Conquista de Alhama
O marquês de Cádis procura vingar-se da perda de Zahara. Reúne em Marchena 2 500 cavaleiros e 3 000 soldados de infantaria. Este exército é guiado por espiões fronteiriços, muitos deles renegados muçulmanos. Usam os caminhos das montanhas da região de Loja para não serem detetados pela vigilância dos granadinos. A 28 de fevereiro de 1482, ao cabo de dois dias de marcha, chegam a Alhama de madrugada. Alguns homens matam as sentinelas muçulmanas, penetram no interior das muralhas e abrem as portas da fortaleza. O marquês de Cádis pode então penetrar na fortaleza e aí reunir o grosso das suas tropas. Logo que se dão conta do que está prestes a acontecer os muçulmanos tentam em vão defender-se, mas são forçados a retirar para Granada. Os Castelhanos saqueiam a vila e recolhem um grande butim. Em seguida improvisam fortificações por recearem um contra-ataque dos muçulmanos, o que não evita que daí a quatro dias Alboácem Ali reconquiste a vila.
O duque de Medina Sidonia e o  conde de Cabra acorrem em socorro do marquês e depois de 25 dias de cerco os Granadinos são obrigados a retirar, a 29 de março de 1482. Para os nacéridas, a recuperação de Alhama é vital, pois a localidade é uma posição estratégica na estrada de Granada a Málaga e a Ronda, mas todas as suas tentativas fracassam. Este infortúnio dos Nacéridas é relatado por um romance anónimo do século XV intitulado "A grande perda de Alhama".

### Batalha de Loja
Para consolidar a sua conquista, os Reis Católicos decidem montar cerco à cidade de Loja, conhecida como a "chave do Vale". A 9 de julho de 1482, as tropas castelhanas instalam-se num pequeno vale com colinas plantadas de oliveiras , junto à fortaleza nacérida de Loja. Esta praça-forte é defendida por um dos melhores comandantes granadinos, `Ali al-Attar. Aproveitando uma negligência dos invasores, `Ali al-Attar faz uma sortida com soldados de infantaria e cavaleiros que atacam diretamente o campo inimigo. Conseguem dessa forma apoderar-se de armas, canhões e outros materiais que os Castelhanos tinham levado consigo para o cerco.
A 14 de julho de 1482, os exércitos cristãos retiram. No mesmo dia chega de Granada a notícia da evasão da Alhambra (o palácio real) de Maomé az-Zughbi (Boabdil) e Iúçufe, os dois filhos de Alboácem Ali. A fuga contou com a colaboração de Fátima, a sua mãe e ex-esposa de Alboácem. Os príncipes rebeldes vão para Guadix e Boabdil é aclamado como soberano. A historiografia castelhana e a literatura romântica indicam como causa desta sublevação a rivalidade que opõe a sultana Fátima à favorita Soraia. Os Abencerragens, o poderoso clã árabe que tinha sido dizimado por Alboácem Ali, tinham organizado uma conspiração cujo principal instigador era Iúçufe ibne Cumasa (Abencomixa), um membro da família nacérida. Este odiava o vizir Abu Alcacim Bannigas, de reputação sinistra e membro doutra família poderosa, rival dos Abencerragens, os Bannigas. Abu Alcacim era acusado de fazer o jogo dos Castelhanos. Os descontentes, recrutados tanto entre a nobreza granadina como nas classes mais humildes do bairro do Albaicín, agrupam-se em volta de Maomé az-Zughbi e estão decididos a destronar Alboácem Ali.

## Interregno (1482-1483)
Maomé az-Zughbi é proclamado sultão de Granada pelos Abencerragens a 15 de julho de 1482. Depois duma batalha encarniçada nas ruas de Granada, na qual foi derrotado, Alboácem Ali foge da capital com o seu irmão Maomé az-Zaghall, primeiro para Málaga e depois para Almeria, onde se prepara para combater o seu filho usurpador.
Na primavera de 1483, o marquês de Cádis, que já tinha obtido algumas vitórias militares, perde uma batalha na região da Axarquía. Esta será a última vitória muçulmana na história do Alandalus. Um mês mais tarde, ávido de glória, Boabdil ataca Lucena, o que se salda numa severa derrota para os nacéridas, na qual Boabdil é feito prisioneiro pelos castelhanos. Quando sabe da catástrofe de Lucena, Alboácem não perde tempo a retomar o trono, para o que conta com o apoio de numerosos habitantes de Granada.

## Segundo reinado (1483-1485)
Aparentemente, Alboácem encontrava-se gravemente doente, sofrendo duma epilepsia que originou cegueira e uma espécie de inchaço generalizado. Um cronista muçulmano anónimo viu nisso uma punição divina. Em contrapartida, ao pactuar com cristãos dos quais era prisioneiro, Boabdil ganhou antipatia dos granadinos; vários juristas emitiram uma sentença de reprovação numa fatwa datada de outubro de 1483.
Em setembro de 1483, os castelhanos tomam Utrera e no fim de outubro o marquês de Cádis conquista a fortaleza de Zahara, cuja perda em 1481 tinha despoletado a Guerra de Granada. Durante o verão de 1484 os ataques castelhanos recomeçam. A 21 de setembro, Fernando II conquista Setenil, situada a 10 km de Ronda, graças à sua artilharia. As tropas castelhanas passam o inverno seguinte a aperfeiçoar a sua artilharia e máquinas de guerra.
A 8 de maio de 1485, a guarda avançada castelhana comandada pelo marquês de Cádis chega a Ronda. A 17 de maio, os cristãos derrubam a muralha da cidade com tiros violentos de artilharia. A 19, cortam o abastecimento de água aos sitiados, que capitulam a 22 de maio. A queda de Ronda precipita a perda pelos granadinos de toda a serra e a capitulação de Marbella.
Maomé ibne Sade, irmão mais novo de Alboácem Ali, faz-se proclamar sultão com o apoio do vizir Abu Alcacim Bannigas. Os granadinos, que o têm em grande estima, cognominam-o az-Zaghall (o Corajoso). Alboácem é deposto e exilado em Almuñécar, onde residirá até morrer. Maomé az-Zaghall fica no trono até à libertação de Boabdil em 1487.
Segundo a lenda, Alboácem Ali, aborrecido com os homens, ordenou que quando morresse fosse enterrado no lugar mais alto e mais perto do céu, longe da civilização: no pico do Mulhacén. O nome da montanha mais alta da Península Ibérica deve o seu nome a esta lenda (Mulhacén era um dos nomes pelos quais era conhecido Alboácem entre os castelhanos). Desde então houve muitas buscas feitas na montanha para encontrar o túmulo do monarca e os tesouros que se supunha ter, mas todas foram infrutíferas.[b]